# 경기도남부경찰청

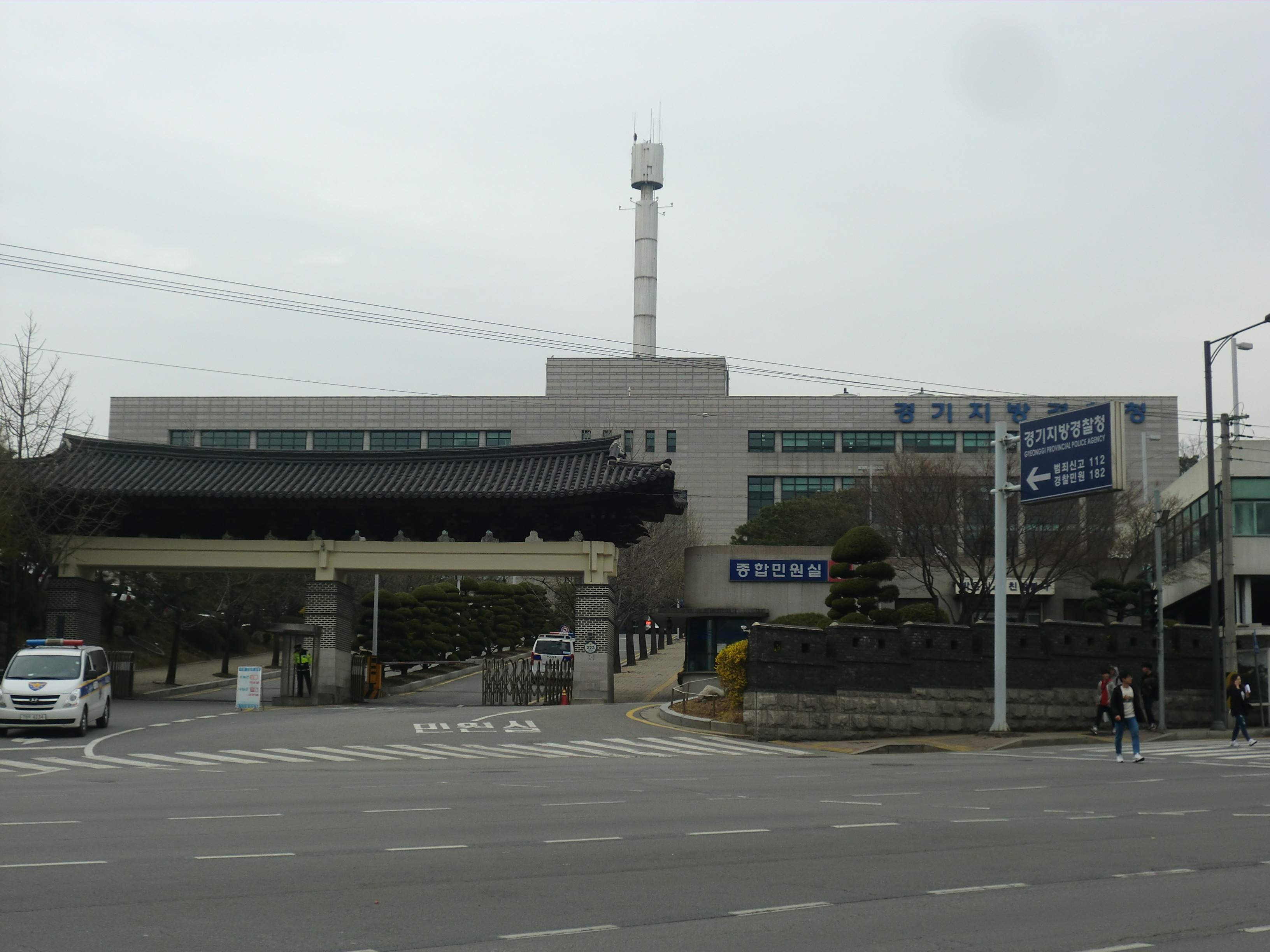
경기남부경찰청 청사

경기도남부경찰청(京畿道南部警察廳, Gyeonggi Nambu Provincial Police Agency)은 경기남부(한강과 북한강 이남 지역)의 치안 업무를 수행하는 기관이다. 청장으로는 치안정감이 임명된다. 청사는 경기도 수원시 장안구 창룡대로 223 (연무동 산11-2)에 있다.

## 연혁
- 1945년 12월 27일: 경기도지사 산하에 경기도경무부 설립
- 1946년 9월 2일: 서울특별시 세종로1가(현 정부서울청사)의 청사에 입주
- 1946년 11월 5일: 인천시 중구 사동으로 청사 이전
- 1948년 11월 4일: 경기도지사 산하 경기도 경찰국으로 개칭
- 1987년 2월 27일: 인천시 경찰국(현 인천광역시경찰청) 분국과 함께 수원시 장안구 신풍동으로 청사 이전, 인천직할시 전지역 이관
- 1991년 8월 1일: 경기도 경찰국이 경기도지방경찰청으로 변경
- 1992년 10월 12일 : 현 청사 부지(수원시 장안구 연무동)로 청사를 신축이전
- 2000년 8월 4일 : 기동단 창설
- 2003년 12월 28일: 경기도지방경찰청장의 직급을 치안감에서 치안정감으로 격상
- 2008년 10월 15일: 경기도지방경찰청 4부를 분리해 경기도지방경찰청 제2청을 별개로 신설, 경기북부 지역 관할
- 2016년 3월 25일: 경기도지방경찰청 제2청을 경기도북부지방경찰청으로 승격 및 분국, 기존의 경기도지방경찰청은 경기도남부지방경찰청으로 개칭
- 2021년 1월 1일: 자치경찰제 도입에 따라 경기도남부경찰청으로 변경

## 조직

### 청장
- 홍보담당관

### 차장
- 청문감사담당관
- 정부과천청사경비대
- 기동단

| - 경무과 - 경무계 - 기획예산계 - 인사계 - 교육계 - 경리계 - 청사관리계 - 복지계 - 정보화장비과 - 정보통신운영계 - 정보화장비기획계 - 장비관리계 - 교통과 - 교통계 - 교통조사계 - 안전계 - 면허계 - 고속도로순찰대 - 경비과 - 경비계 - 경호계 - 대테러작전계 - 의무경찰계 - 항공대 |

| - 112종합상황실 - 생활안전과 - 생활안전계 - 생활질서계 - 지하철경찰대 - 여성청소년과 - 여성보호계 - 아동청소년계 - 성폭력특별수사대 - 117신고센터 - 수사과 - 수사1·2계 - 사이버수사대 - 이의조사팀 - 금융범죄수사대 - 형사과 - 강력계 - 폭력계 - 과학수사계 - 광역수사대 - 마약수사대 |

### 소속 경찰서
- 수원시
  - 수원남부경찰서
  - 수원중부경찰서
  - 수원서부경찰서
  - 수원팔달경찰서
- 성남시
  - 분당경찰서
  - 성남수정경찰서
  - 성남중원경찰서
- 용인시
  - 용인동부경찰서
  - 용인서부경찰서
- 안양시
  - 안양만안경찰서
  - 안양동안경찰서
- 안산시
  - 안산단원경찰서
  - 안산상록경찰서
- 부천시
  - 부천소사경찰서
  - 부천원미경찰서
  - 부천오정경찰서
- 화성시
  - 화성동탄경찰서
  - 화성서부경찰서

- 과천경찰서
- 광명경찰서
- 광주경찰서
- 군포경찰서
- 시흥경찰서
- 하남경찰서
- 여주경찰서
- 오산경찰서
- 의왕경찰서
- 이천경찰서
- 평택경찰서
- 안성경찰서